# Mychajło Łowska
Mychajło Fedorowycz Łowska, ukr. Михайло Федорович Ловска, ros. Михаил Фёдорович Ловска, Michaił Fiodorowicz Łowska (ur. 7 marca 1959 we wsi Ilnycia, w obwodzie zakarpackim) – ukraiński piłkarz, grający na pozycji pomocnika.

## Kariera piłkarska

### Kariera klubowa
Wychowanek miejscowego zespołu amatorskiego, w którym rozpoczął karierę piłkarską. W 1981 został zaproszony do Howerły Użhorod, który potem zmienił nazwę na Zakarpattia Użhorod. W zespole występował prawie 10 lat i wiele razy wychodził na boisko z opaską kapitana drużyny. W wieku 27 lat otrzymał zaproszenie do Dynama Kijów, jednak pozostał wierny klubowi z Zakarpacia. Latem 1990 roku w wieku 31 lat wyjechał za granicę, gdzie bronił barw słowackiego klubu Zemplín Michalovce, po czym zakończył karierę piłkarza.

## Sukcesy i odznaczenia

### Sukcesy piłkarskie
Zakarpattia Użhorod
- brązowy medalista strefy 6, Wtoroj ligi ZSRR: 1986